# Forcipomyia swezeyana
Forcipomyia swezeyana is een muggensoort uit de familie van de knutten (Ceratopogonidae). De wetenschappelijke naam van de soort is voor het eerst geldig gepubliceerd in 1959 door Tokunaga and Murachi.